# Motor Rundschau
Motor Rundschau (anfangs mit Bindestrich) war eine deutsche Automobil-Fachzeitschrift. Sie wurde vom Umschauverlag Breidenstein KG in Frankfurt am Main herausgegeben. 1951 wurde die Neue Kraftfahrer Zeitung (NKZ) in die Motor Rundschau integriert, daraufhin wurde der Titel zeitweise in Motor Rundschau mit NKZ geändert. 1970 ging die Zeitschrift in der mot von Motor Presse Stuttgart auf.
Entstanden ist die Zeitschrift 1947 unter dem Titel Motor-Rundschau für das gesamte Kraftfahrwesen und zunächst in Stuttgart beim Verlag Haslsteiner, danach in Frankfurt am Main im Verlag der Motor-Rundschau bis zur Ausgabe Nr. 12 (vom 25. Juni) des 5. Jahrgangs 1951 erschienen, zum Teil mit der Shell-Post als Beilage. Ab Nr. 13 (vom 10. Juli 1951) wurde die Bandzählung der Neue Kraftfahrerzeitung (NKZ), die seit 1926 im Verlag Belser, Stuttgart, erschienen war, übernommen. Der Titel lautete nun Motor Rundschau mit NKZ und erschien bis zum 25. Jahrgang 1955 in Frankfurt am Main beim Umschau-Verlag. Dieser Titel hat die ISSN 0724-9268. 1956 erfolgte die Titeländerung zu Motor-Rundschau (mr). Im Jahrgang 1966 wurde die Bandzählung abermals geändert, sie springt im laufenden Jahrgang von 36 auf 44. Der Titel endet mit Heft 13 des 48. Jahrgangs 1970, dann ging die Motor-Rundschau in mot auf.
Die Motor Rundschau erschien im 14-täglichen Rhythmus, umfasste 34 Seiten (1951) und wuchs bis 1964 auf 46 Seiten pro Ausgabe an, wobei sie nur wenig Werbung enthielt.
Im Unterschied zu den meisten anderen Autozeitschriften war die Motor Rundschau eine Fachzeitschrift. Entsprechend qualifiziert setzte sich die Redaktion zusammen. Zum Profil der Zeitschrift zählten die Besprechung technischer Komponenten, Vermittlung technischen Wissens, Tipps zur Fahrpraxis sowie Berichte und Testberichte zu aktuellen Pkw-Typen. Die Motor Rundschau verstand sich zunächst als Fachblatt für das gesamte Kraftfahrwesen (1951). Später richtete sich die Zeitschrift verstärkt an Schüler und Lehrlinge des Kfz-Handwerks, die sie vom Verlag zu einem Vorzugspreis beziehen konnten. Seitdem war die Zeitschrift auch in Sonderausgaben, z. B. Motor Rundschau für den Tankwart, mit entsprechenden Sonderbeilagen erhältlich.
Chefredakteur war für lange Zeit Joachim Fischer, der Redaktion gehörten Christian Bartsch und Hans Arnold König an. Die Auflage betrug im 2. Quartal 1962 ca. 27.000, mot brachte es gleichzeitig schon auf 46.000.
Eine vergleichbare Fachzeitschrift war Neues Kraftfahrzeug Fachblatt aus Berlin, das sich 1951 durch die deutsche Teilung in KFZ Fachblatt (West) und die Kraftfahrzeugtechnik (KFT) (Ost) aufspaltete. Das anspruchsvolle technische Profil der Motor Rundschau ging bei der Übernahme in die mot verloren. Seit Einstellung der KFT im Jahr 1999 gibt es nur noch eine deutschsprachige Fachzeitschrift zu Automobilen im Allgemeinen, die Automobiltechnische Zeitschrift (ATZ). Darüber hinaus existieren noch verschiedene Kfz-Fachzeitschriften, die sich auf bestimmte Berufsfelder in der Automobilwirtschaft spezialisiert haben.